# Alpenstadt des Jahres

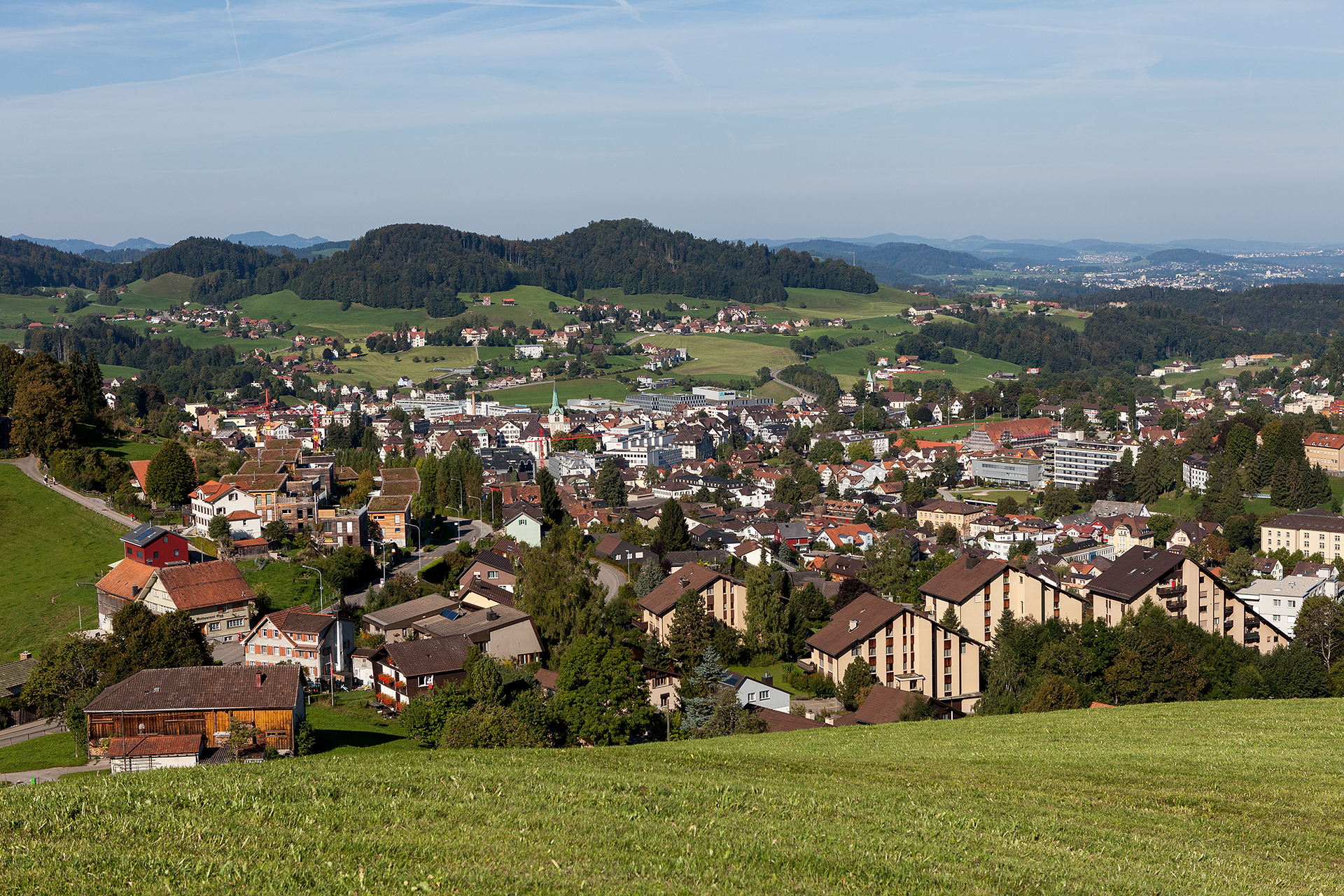
Herisau in der Schweiz – Alpenstadt des Jahres von 2003

Alpenstadt des Jahres ist eine Auszeichnung an Städte im Alpenraum für ihr besonderes Engagement zur Umsetzung der Alpenkonvention, dem wichtigsten internationalen Schutz- und Förderprogramm für den Alpenraum. Die Alpenstädte sind im internationalen Verein Alpenstadt des Jahres organisiert. Der Verein ist Beobachter beim Ständigen Ausschuss der Alpenkonvention.

## Anliegen und Ziele
Die Mitgliederversammlung des Vereins Alpenstadt des Jahres ernennt alljährlich auf Vorschlag einer internationalen Jury eine „Alpenstadt des Jahres“.
Das zentrale Anliegen des Vereins Alpenstadt des Jahres ist, das Leben in den Alpen nachhaltig zu gestalten und die Ziele der Alpenkonvention konkret in der jeweiligen Mitgliedsstadt umzusetzen. Die Idee für die Auszeichnung Alpenstadt des Jahres stammt vom Herausgeber der Zeitschrift Planet Alpen, dem Villacher Gerhard Leeb.
Die Alpenstädte des Jahres arbeiten über das Jahr hinaus, in dem sie den Titel Alpenstadt des Jahres erhalten haben, in einem gemeinnützigen Verein zusammen. So findet zum Beispiel zwei Mal im Jahr eine Mitgliederversammlung statt. Co-Vorsitzende des Vereins sind derzeit (Stand 2020) Uroš Brežan (Tolmin) und Ingrid Fischer (Sonthofen). Francesco Brollo (Tolmezzo), Yuki d’Emilia (Belluno) und Michèle Rabbiosi (Chamonix) nehmen die Funktion der Beisitzer ein.
Die fünf Ziele des Vereins sind, das Alpenbewusstsein zu stärken, die Bevölkerung zu beteiligen, Brücken zur Region zu festigen, die Zukunft nachhaltig zu gestalten und die Zusammenarbeit mit anderen Städten auszubauen. 60 % der Alpenbevölkerung leben in Städten, die „als Motor der wirtschaftlichen Entwicklung in den Alpen“ ihre „grosse Verantwortung gegenüber dem umliegenden Gebiet und dem Klima“ wahrnehmen wollen.
Die Geschäftsstelle des Vereins Alpenstadt des Jahres wird seit 2003 von der Internationalen Alpenschutzkommission CIPRA geleitet. Der Verein arbeitet auch mit dem Gemeindenetzwerk Allianz in den Alpen und mit dem Ständigen Ausschuss der Alpenkonvention zusammen.
Der Verein Alpenstadt des Jahres ist nicht zu verwechseln mit der Arbeitsgemeinschaft der Alpenstädte, die ihren Sitz in Bellinzona (Schweiz) hat.

## Leistungen und Kosten
Leistungen des Vereins für die Mitgliedsstädte umfassen die persönliche Beratung über E-Mail und Telefon, sowie das Recht, das Logo des Vereins zu verwenden, Teilnahme und Stimmrecht an den Mitgliederversammlungen zum Austausch von Erfahrungen. Hinzu kommen die Unterstützung bei der Konzeption lokaler Projekte und Übersetzungsdienstleistungen. Alle Unterlagen des Vereins werden in den vier Alpensprachen aufgelegt. Die Aufgaben koordiniert eine Geschäftsstelle, die auch einen regelmäßigen Newsletter und Jahresbericht herausgibt. Die Mitgliedsstädte entrichten dafür einen jährlichen Mitgliedsbeitrag von 5000 Euro über zumindest sechs Jahre. Die jeweils titeltragende Stadt übernimmt einen zusätzlichen Posten von 2300 Euro für den größeren Verwaltungsaufwand und richtet ein Impulsseminar aus, an dem sie ihr Programm und ihre Projekte mit den anderen Städten diskutiert. Die „ausgezeichnete“ Stadt ist für jeweils ein Jahr Alpenstadt des Jahres.

## Die Alpenstädte
| Jahr | Ort                  | Alpenstaat  |
| ---- | -------------------- | ----------- |
| 1997 | Villach              | Österreich  |
| 1998 | –                    |             |
| 1999 | Belluno              | Italien     |
| 2000 | Maribor              | Slowenien   |
| 2001 | Bad Reichenhall      | Deutschland |
| 2002 | Gap                  | Frankreich  |
| 2003 | Herisau              | Schweiz     |
| 2004 | Trient               | Italien     |
| 2005 | Sonthofen            | Deutschland |
| 2006 | Chambéry             | Frankreich  |
| 2007 | Sondrio              | Italien     |
| 2008 | Brig-Glis            | Schweiz     |
| 2009 | Bozen                | Italien     |
| 2010 | Bad Aussee           | Österreich  |
| 2011 | Idrija               | Slowenien   |
| 2012 | Annecy               | Frankreich  |
| 2013 | Lecco                | Italien     |
| 2014 | –                    |             |
| 2015 | Chamonix-Mont-Blanc  | Frankreich  |
| 2016 | Tolmin               | Slowenien   |
| 2017 | Tolmezzo             | Italien     |
| 2018 | Brixen               | Italien     |
| 2019 | Morbegno             | Italien     |
| 2020 | –                    |             |
| 2021 | Biella               | Italien     |
| 2022 | Passy (Haute-Savoie) | Frankreich  |
| 2024 | Cuneo                | Italien     |

| Villach 1997 |

| Belluno 1999 |

| Maribor 2000 |

| Bad Reichenhall 2001 |

| Gap 2002 |

| Herisau 2003 |

| Trento 2004 |

| Sonthofen 2005 |

| Chambéry 2006 |

| Sondrio 2007 |

| Brig-Glis 2008 |

| Bozen 2009 |

| Bad Aussee 2010 |

| Idrija 2011 |

| Annecy 2012 |

| Lecco 2013 |

| Chamonix 2015 |

| Tolmin 2016 |

| Tolmezzo 2017 |

| Brixen 2018 |

| Morbegno 2019 |

| Biella 2021 |

| Passy 2022 |

| Cuneo 2024 |

| Villach 1997 |

| Belluno 1999 |

| Maribor 2000 |

| Bad Reichenhall 2001 |

| Gap 2002 |

| Herisau 2003 |

| Trento 2004 |

| Sonthofen 2005 |

| Chambéry 2006 |

| Sondrio 2007 |

| Brig-Glis 2008 |

| Bozen 2009 |

| Bad Aussee 2010 |

| Idrija 2011 |

| Annecy 2012 |

| Lecco 2013 |

| Chamonix 2015 |

| Tolmin 2016 |

| Tolmezzo 2017 |

| Brixen 2018 |

| Morbegno 2019 |

| Biella 2021 |

| Passy 2022 |

| Cuneo 2024 |